# 楊棨
楊棨（1447年—？），字大拯，山東兗州府濟寧州人，民籍，明朝政治人物。進士出身。

## 生平
早年出身國子生，舉山東鄉試第十七名。成化十一年（1475年）乙未科會試第一百八十一名，殿試登進士第二甲第三十八名。

## 家族
曾祖父楊從善。祖父楊賓。父亲楊浩，曾任河南右布政使。